# Ian O'Brien
Lovett Ian (Ian) O'Brien (Wellington (New South Wales), 3 maart 1947) is een Australisch zwemmer.

## Biografie
O'Brien werd hij tijdens de Olympische Zomerspelen van 1960 olympisch kampioen op de 200 meter schoolslag en brons op de 4x100m wisselslag.
In 1985 werd O'Brien opgenomen in de International Swimming Hall of Fame.

## Internationale toernooien
| Jaar | Olympische Spelen                                           | Gemenebestspelen                                      |
| ---- | ----------------------------------------------------------- | ----------------------------------------------------- |
| 1962 |                                                             | 110y schoolslag · 220y schoolslag · 4x110y wisselslag |
| 1964 | 200m schoolslag · 4x100m wisselslag                         |                                                       |
| 1966 |                                                             | 110y schoolslag · 220y schoolslag                     |
| 1968 | 6e 100m schoolslag 13e 200m schoolslag 4e 4x100m wisselslag |                                                       |

1908: Fred Holman ·
1912: Walter Bathe ·
1920: Håkan Malmrot ·
1924: Bob Skelton ·
1928: Yoshiyuki Tsuruta ·
1932: Yoshiyuki Tsuruta ·
1936: Tetsuo Hamuro ·
1948: Joe Verdeur ·
1952: John Davies ·
1956:  Masaru Furukawa ·
1960: Bill Mulliken ·
1964: Ian O'Brien ·
1968: Felipe Muñoz ·
1972: John Hencken ·
1976: David Wilkie ·
1980: Robertas Žulpa ·
1984: Victor Davis ·
1988: József Szabó ·
1992: Mike Barrowman ·
1996: Norbert Rózsa ·
2000: Domenico Fioravanti ·
2004: Kosuke Kitajima ·
2008: Kosuke Kitajima ·
2012: Dániel Gyurta ·
2016: Dmitri Balandin ·
2020: Zac Stubblety-Cook ·
2024: Léon Marchand